# Цельора Марія Никифорівна
Марія Никифорівна Цельора (Целера) (22 квітня 1912, село Котелянка, тепер Полонського району Хмельницької області — 1 червня 1980, село Котелянка Полонського району Хмельницької області) — українська радянська діячка, новатор сільськогосподарського виробництва, ланкова колгоспу імені Обарчука (потім — імені Маленкова, імені Ілліча) села Котелянки Полонського району Хмельницької області. Герой Соціалістичної Праці (19.03.1947). Депутат Верховної Ради УРСР 2—4-го скликань.

## Біографія
Народилася у селянській родині. У 1930-х роках, коли в Котелянці організовували колгосп, однією із перших подала заяву про вступ. До 1941 року працювала ланковою колгоспу, вирощувала цукрові буряки. Під час німецько-радянської війни загинув її чоловік.
З 1944 року — ланкова колгоспу імені Обарчука (потім — імені Маленкова, імені Ілліча) села Котелянки Полонського району Кам'янець-Подільської (Хмельницької) області.
Осінню 1946 року зібрала по 600 центнерів цукрового буряка з кожного гектара. Звання Героя Соціалістичної Праці з врученням ордена Леніна та Золотої Зірки «Серп і Молот» присвоєно Указом Президії Верховної Ради СРСР від 19 березня 1947 року за одержання високих врожаїв цукрових буряків за 1946 рік.
Член ВКП(б) з 1949 року.
Чотири роки поспіль утримувала Кам'янець-Подільську обласну першість із врожайності цукрових буряків. Будучи вісімнадцять років ланковою буряківників, щорічно в середньому отримувала по 500 центнерів цукрових буряків із кожного гектара.
Вісім разів брала участь у Всесоюзній виставці досягнень народного господарства. У складі радянської делегації відвідала Польщу, Чехословаччину, Болгарію, де ділилася своїм досвідом із вирощування високих врожаїв цукрових буряків.
Обиралася делегатом XVII і XVIII з'їздів Компартії України та XX з'їзду КПРС.
Потім — на пенсії у селі Котелянці Полонського району Хмельницької області

## Нагороди
- Герой Соціалістичної Праці (19.03.1947)
- орден Леніна (19.03.1947)
- орден Трудового Червоного Прапора (26.02.1958)
- Велика Золота Медаль, Велика Срібна Медаль і три бронзові медалі Виставки досягнень народного господарства.